# 1743 au théâtre
| Années du théâtre : 1740 - 1741 - 1742 - 1743 - 1744 - 1745 - 1746    |
| Décennies du théâtre : 1710 - 1720 - 1730 - 1740 - 1750 - 1760 - 1770 |

## Événements
- Jean Monnet prend la direction de l'Opéra-Comique à Paris, où il invite Charles-Simon Favart comme régisseur.

## Pièces de théâtre représentées
- 20 février : Mérope, tragédie de Voltaire, à la Comédie-Française
- 29 août : La Mort de César, tragédie de Voltaire représentée  par le Théâtre-Français.
- La Femme de bien (La donna di garbo), première comédie de Carlo Goldoni.

## Naissances
- 17 août : Julien Louis Geoffroy, journaliste et critique dramatique français, mort le 27 février 1814.

## Décès
- 7 janvier : Guillaume Hyacinthe Bougeant, jésuite et dramaturge français, né le 4 novembre 1690.
- 18 janvier : Charles-Claude Botot, dit Dangeville, acteur français, né le 18 mars 1665.
- 4 août : Philippe Poisson, acteur et auteur dramatique français, né le 8 février 1682.
- 8 septembre : Montmény (ou Montménil), acteur français, né le 31 juillet 1695.